# Cecilia Zilliacus
Cecilia Zilliacus, född den 22 september 1972, är en finlandssvensk violinist, som har framträtt med de flesta nordiska symfoniorkestrar.
1997 segrade hon i tävlingen Solistpriset 1997 och säsongen 1997/98 utsågs hon till Artist in Residence vid Sveriges Radio P2. Zilliacus spelar på en violin byggd av den italienske violinbyggaren Nicolò Gagliano.

## Priser och utmärkelser
- 1997 – Solistpriset
- 1999 – Grammis för Svenska violinsonater i kategorin "Årets klassiska album" (tillsammans med Bengt Åke Lundin)
- 2004 – Grammis för Goldberg Variations BWV 988 for String Trio i kategorin "Årets klassiska ensemble" (tillsammans med Johanna Persson och Kati Raitinen)
- 2010 – Ledamot av Kungliga Musikaliska Akademien
- 2014 – Kungliga Musikaliska Akademiens Interpretpris med Stråktrion ZilliacusPerssonRaitinen (Cecilia Zilliacus, Johanna Persson och Kati Raitinen)

## Diskografi
- 1998 – Violin, verk av Stravinskij, Sibelius, Sven-David Sandström och Ravel; med Anders Kilström, piano (Caprice)
- 1999 – Svenska violinsonater, verk Sigurd von Koch, Hilding Rosenberg och Melcher Melchers (Musica Sveciae)
- 2002 – Béla Bartók: Violinsonat nr 1 och Ernst von Dohnányi: Violinsonat, op. 21; med Bengt-Åke Lundin, piano (Caprice)
- 2002 – Mozart: Chamber Music for Strings and Winds (Palette)
- 2004 – Verk av Sibelius, Stenhammar, Nielsen, Svendsen, Daniel Nelson med Västerås Sinfonietta under Hannu Koivula (Intim Musik)
- 2006 – Mozart: Klarinettkvintett, K. 581 (Mindfeel)
- 2015 – Nielsen: Works for Violin. Vol. 1 med Bengt Forsberg, piano (dB Productions)
- 2015 – Nielsen: Works for Violin. Vol. 2 med Helsingborgs symfoniorkester under Daniel Blendulf (dB Productions)

### Med Trio ZilliacusPerssonRaitinen
- 2004 – Bach: Goldbergvariationerna (Caprice)
- 2007 – Hermann Berens: The Three String Trios (Intim musik)
- 2010 – Mozart: Divertimento: Trio för violin, viola och cello i Ess-dur, K. 563 (Caprice)
- 2011 – Dedicated to, verk Sven-David Sandström, Fredrik Österling, Tebogo Monnakgotla, Fredrik Hedelin och Mirjam Tally (Phono Suecia)